# Letkés
Letkés is een plaats (község) en gemeente in het Hongaarse comitaat Pest. Letkés telt 1176 inwoners (2001).